# Stationstunnel (Nijmegen)

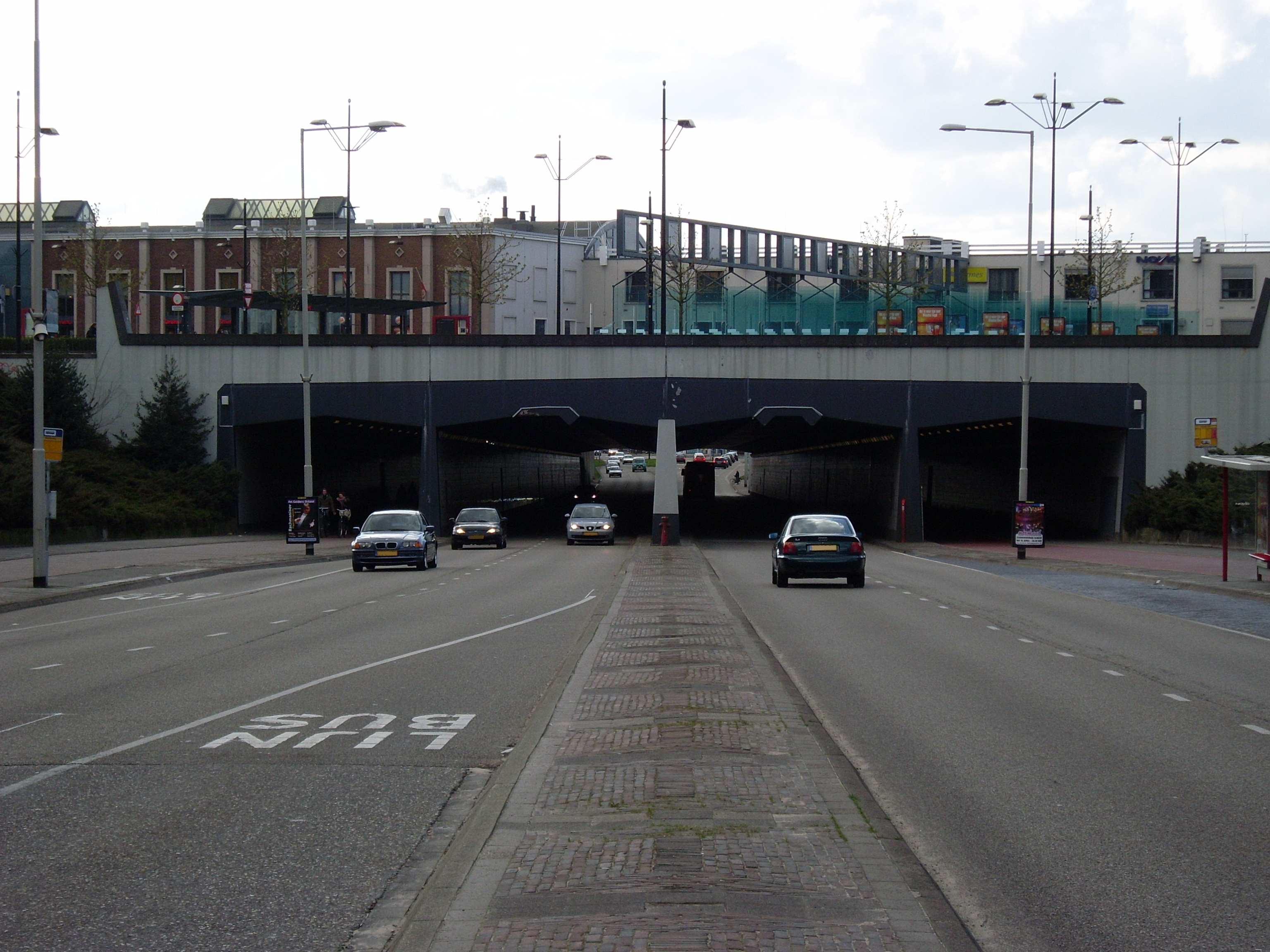
De Tunnel onder station Nijmegen

De Tunnelweg is een straat in de Nederlandse stad Nijmegen die vernoemd is naar de naamloze tunnel die onder station Nijmegen doorloopt. 

## Omschrijving

### Benaming
Deze tunnel wordt Stationstunnel genoemd, niet te verwarren met de passagierstunnel die binnen in het station onder de perrons doorloopt.

### Beschrijving
De tunnel verbindt het stadscentrum met Oud-West en de Tunnelweg maakt deel uit van doorgaande verbinding tussen het Keizer Karelplein en Nijmegen-West, Beuningen en Weurt en is een van de drukste verkeersaders in de stad. Er zijn vier gescheiden delen, de buitenste twee voor voetgangers en fietsers en de binnenste twee zijn uitgevoerd als tweebaansweg voor gemotoriseerd verkeer. 

### Bouw en renovatie

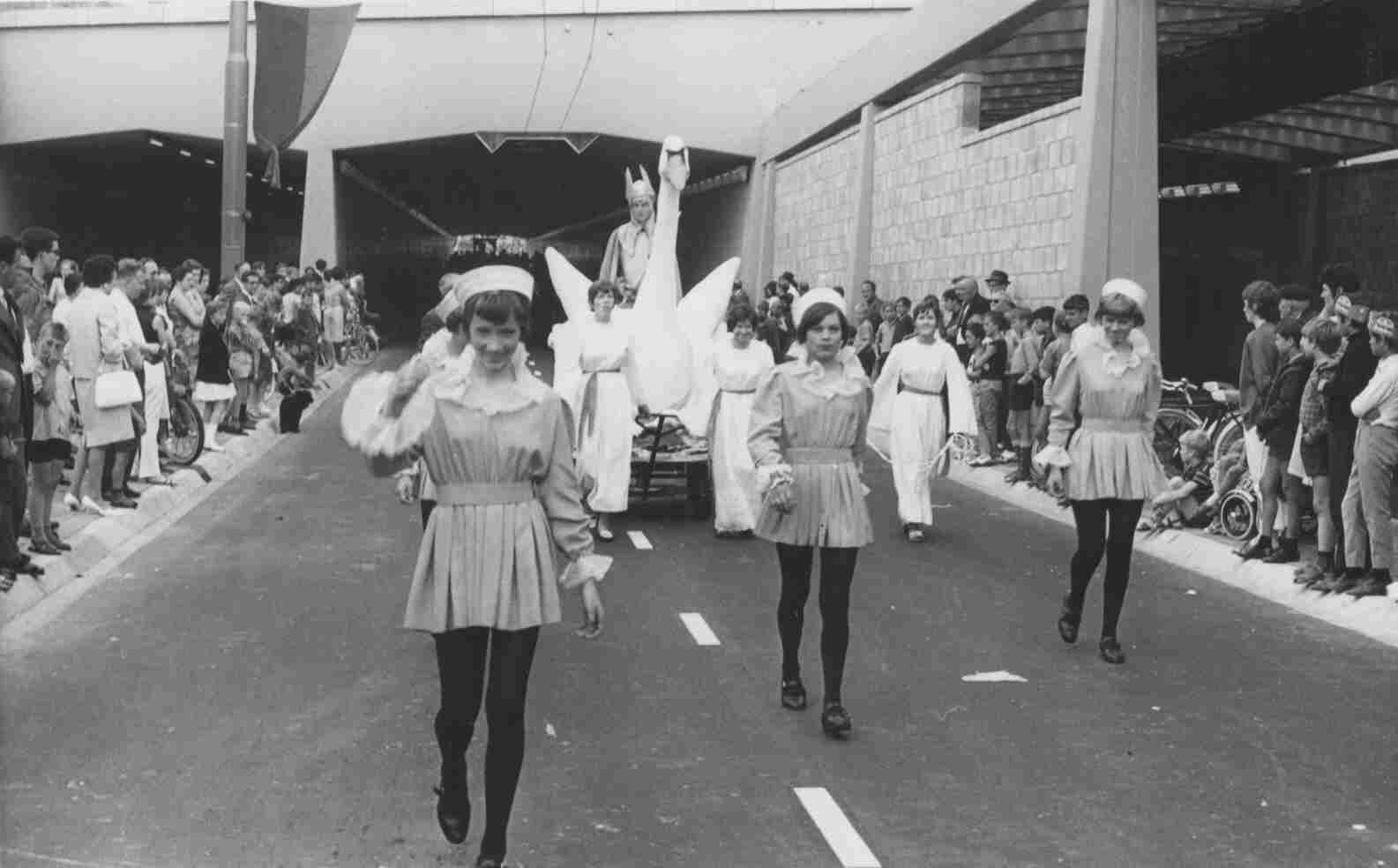
Opening van de tunnel met een parade op 1 juli 1966.

De tunnel werd op 1 juli 1966 geopend en is 211,08 meter lang en was bij opening de langste stationstunnel van Nederland. Het ontwerp was van architect Sybold van Ravesteyn die aan de kant van Nijmegen-West ook een betonnen pergola bedacht.
In 2008 werd de tunnel gerenoveerd. De pergola werd gesloopt en de tunnel werd lichter gemaakt. 

### Entree station
In de zuidelijke voetgangersverbinding is een opgang naar de passagierstunnel in het station zelf. Deze is echter gesloten sinds 1 oktober 2022. De ingang werd sociaal onveilig geacht en het aantal mensen dat gebruik maakte van deze ingang was te laag. Gepland is dat er rond 2027 een volwaardige westelijke entree komt naar het station, net buiten de tunnel aan de westzijde. 

### Muur voor talent

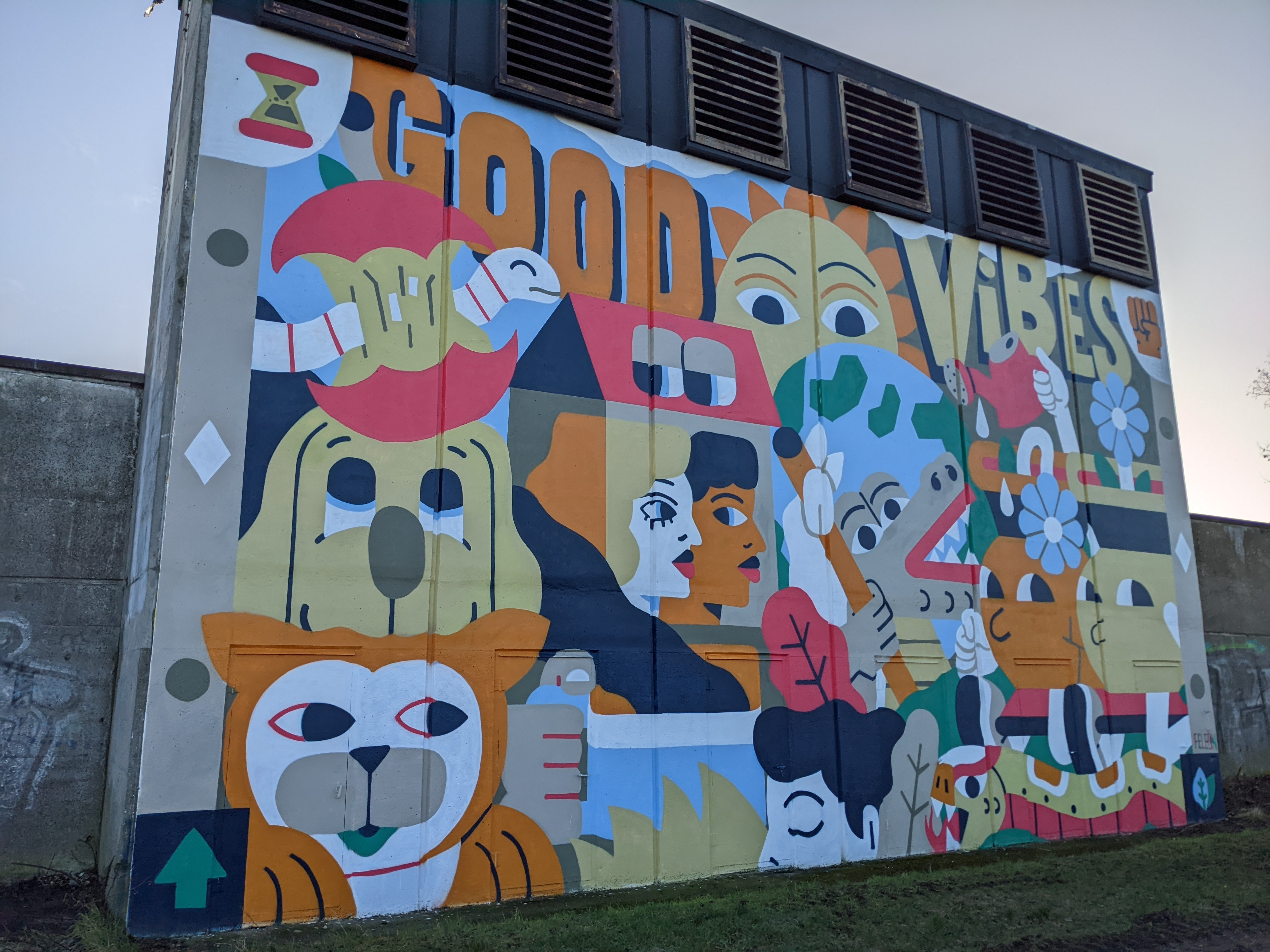
De schildering van 2022 voor "Muur voor Talent": 'Good Vibes' door Fernando Leon.

Aan de westkant van de tunnel is een wand waar muurschilderingen van het project Muur voor talent op zijn aangebracht. Bij dit project wordt jaarlijks een nieuwe talentvolle kunstenaar gevraagd om een schildering op deze muur aan te brengen.